# الحوري (ذي السفال)

تعديل مصدري - تعديل

الحوري هي إحدى قرى عزلة وادي ضباء بمديرية ذي السفال التابعة لمحافظة إب، بلغ تعداد سكانها 2360 نسمة حسب تعداد اليمن لعام 2004.